# Notre-Dame-du-Hamel
Notre-Dame-du-Hamel è un comune francese di 235 abitanti situato nel dipartimento dell'Eure nella regione della Normandia.

## Società

### Evoluzione demografica
Abitanti censiti